# Rudolf Mertlík
Rudolf Mertlík (14. května 1913 Praha – 28. července 1985 Praha) byl český básník, spisovatel a překladatel. Překládal z latiny, starověké řečtiny a němčiny. Mimo jiné přeložil Homérovy eposy Ílias a Odysseia, upravil též starší Vaňorného překlad Vergiliovy Aeneidy.

## Život
Po absolvování gymnázia v Hradci Králové studoval na Filozofické fakultě Karlovy Univerzity obor latina a řečtina. 17. listopadu 1939 byl zatčen a strávil tři roky v německém koncentračním táboře Sachsenhausen. V roce 1946 dokončil studia a stal se pedagogem reálného gymnázia. Po nástupu komunismu k moci za svou knihu Nebezpečí jednotné školy strávil dalších sedm let ve Valdicích za „protistátní činnost“. Na konci 60. let se podílel na založení Antické knihovny v nakladatelství Svoboda.
Protože měl v 50. a 70. letech zakázáno překládat, vydávat svá díla pod vypůjčenými jmény Václav Dědina, Jiří Valeš, Radislav Hošek, Jana Nechutová a Olga Valešová.
K jeho nejvýznamnějším dílům patří Starověké báje a pověsti.
Zemřel roku 1985 a pohřben byl na Vinohradském hřbitově.
Jeho synem je ekonom Pavel Mertlík.